# ALL-TIME BEST
『ALL-TIME BEST ～LUNCH TIME POWER MUSIC～』（オールタイム・ベスト ～ランチタイム・パワーミュジック～）は、TOKYO FMにて放送されているラジオ番組。本項では、かつて放送されていた金曜版の『ALL-TIME BEST FRIDAY』（オールタイム・ベスト・フライデー）も記述する。

## 概要
2010年4月から10年半放送された『LOVE CONNECTION』を刷新して、新旧洋邦、ジャンル、時間軸を超えたベストミックス選曲の音楽ワイド番組として再出発した。
パーソナリティは前番組から引き続きLOVEが担当し、金曜版『ALL-TIME BEST FRIDAY』のみ前番組同様、FM大阪にもネットされていた。
2022年3月25日でALL-TIME BEST FRIDAYが終了。同時に番組に内包されていた『ECC WEEKEND CONNECTION』コーナーも終了した。2022年4月1日からはTOKYO FMでは、日向坂46の冠番組『ローソン presents 日向坂46のほっとひといき!』が開始され、FM大阪はJFNC制作の『Good VibeSOUP』を当該時間枠で放送開始し、同時ネットを終了させている。

## 出演者

### パーソナリティ
- LOVE：産休のため2024年3月18日より7月31日まで休演。8月5日より復帰。

### 代理パーソナリティ
- 横山ルリカ：2022年1月10日・17日、3月19日
- 土岐麻子：2022年1月11日
- ビッケブランカ：2022年1月12日
- chihiRo（JiLL-Decoy association）：2023年3月27日 - 29日、4月24日 - 26日、5月1日・2日、12月25日 - 27日[5]、2024年1月9日・10日、15日、7月1日 - 3日、8日 - 10日
- ハマ・オカモト（OKAMOTO'S）：2023年5月3日
- 須賀健太：2024年1月16日
- 浜崎美保：2024年1月17日
- 中川絵美里：2024年3月18日・25日
- 眉村ちあき：2024年3月26日・27日
- Rei：2024年4月1日 - 3日、8日 - 10日、15日 - 17日
- アンジェリーナ1/3：2024年4月22日 - 24日、4月30日 - 5月1日
- 安田レイ：2024年5月7日・8日、13日 - 15日、20日 - 22日、27日 - 29日、7月16日・17日、22日 - 24日、29日 - 31日

## タイムテーブル・コーナー

### ALL-TIME BEST ～LUNCH TIME POWER MUSIC～
- 10時55分 - 前番組「Blue Ocean」とのクロストーク[6]
- 11時30分 - オープニング
- 11時51分 - TOKYO FM NEWS
- 11時53分 - TOKYO FM トラフィックレポート
- 12時48分 - Hellosmile Request
- 12時53分 - TOKYO FM トラフィックレポート
- 12時54分 - エンディング・次番組「山崎怜奈の誰かに話したかったこと。」とのクロストーク。

### ALL-TIME BEST FRIDAY
- 11時33分 - ECC WEEKEND CONNECTION